# CH Media
CH Media est une coentreprise du Groupe NZZ Mediengruppe & AZ Medien AG active dans les médias écrits, numériques, et radio-télévisuels uniquement alémaniques. Elle est créée le 1er octobre 2018 et son siège est à Aarau, en Suisse.

## Historique
La création de la coentreprise entre le groupe régional argovien AZ Medien et le groupe national zurichois NZZ Mediengruppe est annoncée en juin 2018. La fusion est acceptée et l'entreprise commence ses opérations commerciales sous son nom actuel en date du 1er octobre 2018.
Un an après sa création, CH Media rachète en octobre 2019 le Groupe 3+ TV Network AG qui possède alors les chaînes privées 3+, 4+, 5+ et 6+. Ainsi, AZ Medien ayant lancé TV24 en 2014 puis TV25 en 2016 et ayant acquis la majorité des actions de la chaîne S1 dès le 1er janvier 2018 devient le plus grand groupe de télévision privé de Suisse.
En mai 2021, l'entreprise annonce être partenaire de la première production d'une série suisse pour Netflix.
Le 24 juin 2021, CH Media obtient de la Société suisse de radiodiffusion et télévision (SSR) la possibilité, grâce à une sous-licence, de diffuser cinq matches internationaux de la Suisse sur une période de deux ans en Suisse alémanique, la SSR assurant la diffusion en Suisse romande et au Tessin, ainsi que 10 matchs sans participation suisse par cycle de deux ans, et ce, en direct et en exclusivité, toujours en Suisse alémanique uniquement. Enfin, en cas de non-participation de la Suisse, la SSR cédera les droits de diffusion via une sous-licence à CH Media pour la diffusion des matchs de la Ligue des nations de l'UEFA.
Le 30 juin 2021, ViacomCBS Networks International et CH Media annoncent un partenariat sur plusieurs années : CH Media devient l'opérateur de la chaîne jeunesse Nick Schweiz qui émettra de 6h00 à 20h15 et qui partagera ensuite son temps d'antenne en soirée avec la nouvelle chaîne du groupe 7+, et ce, dès le 1er octobre 2021. Un accord de production de contenu à destination des chaînes Nick Austria et Nick Deutschland sera également produit en Suisse. De plus, près de 1400 épisodes de nouveau contenu pour la future plateforme SVOD OnePlus de CH Media doit être produit en Suisse en partenariat avec ViacomCBS pénétrant ainsi le marché suisse sans investissement technique spécifique supplémentaire.

## Organisation

### Siège
Le siège de la coentreprise est situé à Aarau, dans le canton d'Argovie, en Suisse.

### Dirigeants
- Peter Wanner, président du Conseil d'administration
- Jörg Schnyder, vice-président du Conseil d'administration
- Axel Wüstmann, PDG

### Marques
Le Groupe opère plusieurs marques dans le domaine de la télévision régionale et nationale, ainsi que plusieurs radios et titres de presse, que ceux-là soient des quotidiens régionaux ou des magazines, ainsi que des sites d'annonces en ligne. Il est à noter que toutes les marques du groupes ne concernent que des médias en langue germanophone. Le groupe n'a aucune activité en Romandie et au Tessin.

#### Télévisions
| Logo | Nom de la chaîne | Statut                                                   | Langue                    |
| ---- | ---------------- | -------------------------------------------------------- | ------------------------- |
|      | 3+               | privée nationale                                         | allemand, suisse allemand |
|      | 4+               | privée nationale                                         | allemand, suisse allemand |
|      | 5+               | privée nationale                                         | allemand, suisse allemand |
|      | 6+               | privée nationale                                         | allemand, suisse allemand |
|      | 7+               | privée nationale                                         | allemand, suisse allemand |
|      | S1               | privée nationale                                         | allemand, suisse allemand |
|      | TV24             | privée nationale                                         | allemand, suisse allemand |
|      | TV25             | privée nationale                                         | allemand, suisse allemand |
|      | Tele 1           | privée régionale assurant un service public de proximité | suisse allemand           |
|      | TeleBärn         | privée régionale assurant un service public de proximité | suisse allemand           |
|      | Tele M1          | privée régionale assurant un service public de proximité | suisse allemand           |
|      | TVO              | privée régionale assurant un service public de proximité | suisse allemand           |
|      | TeleZüri         | privée régionale                                         | suisse allemand           |

#### Radios
| Logo | Nom de la chaîne              | Statut           | Langue          |
| ---- | ----------------------------- | ---------------- | --------------- |
|      | Radio Argovia                 | privée régionale | suisse allemand |
|      | Radio 24                      | privée régionale | suisse allemand |
|      | Radio 32                      | privée régionale | suisse allemand |
|      | Radio Bern 1                  | privée régionale | suisse allemand |
|      | Radio FM1                     | privée régionale | suisse allemand |
|      | Radio Pilatus                 | privée régionale | suisse allemand |
|      | Radio Melody                  | privée nationale | suisse allemand |
|      | Virgin Radio Hits Switzerland | privée nationale | suisse allemand |

#### Journaux
Outre l'Aargauer Zeitung, CH Media possède également les titres de presse régionaux suivants:
Appenzeller Zeitung, Badener Tagblatt, bz (Bâle), Grenchner Tagblatt, Limmattaler Zeitung, Luzerner Zeitung, Nidwaldner Zeitung, Obwaldner Zeitung, Oltner Tagblatt, Schweiz am Wochenende, Solothurner Zeitung, St. Galler Tagblatt, Thurgauer Zeitung, Toggenburger Tagblatt, Urner Zeitung, Wiler Zeitung et la Zuger Zeitung.